# Loi commutative

La multiplication de 3 par 2 donne le même résultat que la multiplication de 2 par 3.

En mathématiques, et plus précisément en algèbre générale, une opération binaire est commutative si l'ordre des opérandes ne change pas le résultat. L'addition est commutative (4+3 = 7 et 3+4 = 7 aussi). De même la multiplication est commutative : comme le montre le schéma de droite, 3×2 = 2×3 = 6. Il y a des opérations qui ne sont pas commutatives. Par exemple, la soustraction n'est pas commutative (4 - 3 = 1 alors que 3 - 4 = -1). 

## Définition
Une loi de composition interne {\displaystyle \star } sur un ensemble E est dite commutative si pour tous x et y dans E, 
En notant {\displaystyle m:E\times E\to E,\;(x,y)\mapsto x\star y}, la commutativité se traduit par le diagramme commutatif suivant :
Ce diagramme se lit de la manière suivante. L'application {\displaystyle m} associe à deux opérandes le résultat de l'application de l'opération {\displaystyle \star }. Ainsi, la flèche diagonale associe à (x, y) le résultat {\displaystyle x\star y}. La flèche horizontale étiquetée par <p2, p1> consiste à échanger les opérandes. Elle associe à (x, y) le couple (y, x). Enfin la flèche verticale, étiquetée par m également, associe donc à (y, x) le résultat {\displaystyle y\star x}. Le fait que les deux flèches étiquetées par m arrivent sur le même sommet signifie qu'il y a égalité {\displaystyle x\star y=y\star x}.

## Exemples
L'addition et la multiplication des entiers naturels sont des lois commutatives. L'addition et la multiplication des nombres réels et des nombres complexes, l'addition des vecteurs, l'intersection et la réunion des ensembles en sont également.
À l'inverse, la soustraction, la division, la multiplication des matrices, la composition d'applications et la multiplication des quaternions sont des lois non commutatives.

## Histoire

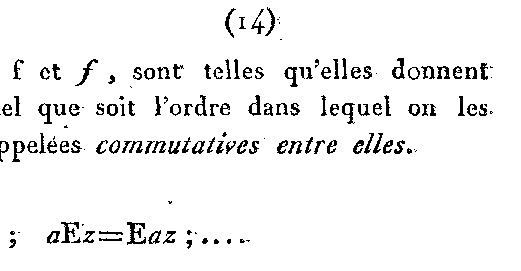
Extrait de la p. 98 de l'article de Servois où est apparu pour la première fois le terme.

Certains écrits de l'Antiquité utilisent implicitement des propriétés de commutativité. Les Égyptiens utilisaient la commutativité de la multiplication pour simplifier les calculs de produits,. Euclide, dans ses Éléments, avait aussi supposé la commutativité de la multiplication. La définition formelle de la commutativité a émergé à la fin du XVIIIe et au début du XIXe siècle, lorsque les mathématiciens ont commencé à construire une théorie des fonctions. Aujourd'hui, la propriété de commutativité est considérée comme une propriété basique, utilisée dans la plupart des branches des mathématiques.
La première apparition du terme « commutatif » remonte à un article aux Annales de Gergonne écrit par François-Joseph Servois en 1814,,, où celui-ci étudiait les propriétés de fonctions qui commutent entre elles (par composition). L'expression commutative law (en anglais) est ensuite apparue en 1838 sous la plume de Duncan Farquharson Gregory, dans un article intitulé « On the real nature of symbolical algebra » publié en 1840 dans les Transactions of the Royal Society of Edimbourg.

## Structures à lois commutatives
Les structures suivantes ont pour point commun d'être décrites par la donnée d'une ou plusieurs lois internes dont on exige la commutativité :
- les groupes commutatifs (on dit aussi « groupes abéliens ») ;
- les anneaux commutatifs ;
- les corps commutatifs.

## Éléments permutables
Soit S un ensemble muni d'une loi de composition interne {\displaystyle \star }. Deux éléments x et y de S sont dits permutables lorsque :
On dit aussi que x et y commutent.
Ainsi, {\displaystyle \star } est commutative si et seulement si deux éléments quelconques de S sont toujours permutables.

## Opérateurs non-commutatifs dans la mécanique quantique
Dans la mécanique quantique telle que formulée par Schrödinger, les variables physiques sont représentées par des opérateurs linéaires telle que {\displaystyle x} (qui signifie "multiplier par {\displaystyle x}") et {\textstyle {\frac {d}{dx}}}.
Ces deux opérateurs ne commutent pas dans l'effet de leurs compositions {\textstyle x{\frac {d}{dx}}} et {\textstyle {\frac {d}{dx}}x} sur une fonction d'onde unidimensionnelle {\displaystyle \psi (x)}:
{\displaystyle x\cdot {\mathrm {d}  \over \mathrm {d} x}\psi =x\cdot \psi '\ \neq \ \psi +x\cdot \psi '={\mathrm {d}  \over \mathrm {d} x}\left(x\cdot \psi \right)}
Selon le principe d'incertitude de Heisenberg, si deux opérateurs qui représentent une paire de variables physiques ne commutent pas l'une avec l'autre, alors les deux variables sont complémentaires. Ceci signifie que les deux ne peuvent pas être mesurées ou connues simultanément avec précision.
Par example, la position et la quantité de mouvement linéaire d'une particle dans la direction {\displaystyle x} sont représentées par les opérateurs {\displaystyle x} et {\displaystyle -i\hbar {\frac {\partial }{\partial x}}}, respectivement (où {\displaystyle \hbar } est la constante de Planck réduite). En effet ceci est le même exemple sauf pour la constante {\displaystyle -i\hbar }, alors encore une fois les opérateurs ne commutent pas et le sens physique est que la position et la quantité de mouvement dans une direction donnée sont des variables complémentaires.